# وارتون
وارتون (بالإنجليزية: Wharton, Texas)‏ هي مدينة تقع بولاية تكساس في شمال شرق الولايات المتحدة. تبلغ مساحة هذه المدينة 18.7 (كم²)، وترتفع عن سطح البحر 31 م، بلغ عدد سكانها 9237 نسمة في عام 2000 حسب إحصاء مكتب تعداد الولايات المتحدة وتصل الكثافة السكانية فيها 493.6 نسمة/كم2.

## التركيبة السكانية
حدّد مكتب تعداد الولايات المتحدة بيانات التركيبة السكانية لوارتون في تعداد الولايات المتحدة. في ما يلي، التركيبة السكانية حسب تعدادي 2000 و2010.

### تعداد عام 2000
بلغ عدد سكان وارتون 9,237 نسمة بحسب تعداد عام 2000، وبلغ عدد الأسر 3,539 أسرة وعدد العائلات 2,270 عائلة مقيمة في المدينة. في حين سجلت الكثافة السكانية 430.6 نسمة لكل كيلومتر مربع (1,115.2/ميل2). وبلغ عدد الوحدات السكنية 4,000 وحدة بمتوسط كثافة قدره 186.5 لكل كيلومتر مربع (483.0/ميل2).
وتوزع التركيب العرقي للمدينة بنسبة 56.33% من البيض و26.43% من الأمريكيين الأفارقة و0.41% من الأمريكيين الأصليين و0.71% من الأمريكيين ذوي الأصول الآسيوية و0.16% من سكان جزر المحيط الهادئ و14.18% من الأعراق الأخرى و1.78% من عرقين مختلطين أو أكثر و31.08% من الهسبانيون أو اللاتينيون من أي عرق.
بلغ عدد الأسر 3,539 أسرة كانت نسبة 36.4% منها لديها أطفال تحت سن الثامنة عشر تعيش معهم، وبلغت نسبة الأزواج القاطنين مع بعضهم البعض 44.2% من أصل المجموع الكلي للأسر، ونسبة 15.7% من الأسر كان لديها معيلات من الإناث دون وجود شريك،  بينما كانت نسبة 4.2% من الأسر لديها معيلون من الذكور دون وجود شريكة وكانت نسبة 35.9% من غير العائلات. تألفت نسبة 31.8% من أصل جميع الأسر من عدة أفراد يعيشون في نفس المنزل ونسبة 15.3% كانت تتألف من شخص يعيش بمفرده يبلغ من العمر 65 عاماً أو أكثر. وبلغ متوسط حجم الأسرة المعيشية 2.51، أما متوسط حجم العائلات فبلغ 3.21.
بلغ العمر الوسطي للسكان 34.5 عاماً. وكانت نسبة 27.1% من القاطنين تحت سن الثامنة عشر، وكانت نسبة 9.7% بين الثامنة عشر والرابعة والعشرين عاماً، ونسبة 24.7% كانت واقعةً في الفئة العمرية ما بين الخامسة والعشرين والرابعة والأربعين عاماً، ونسبة 20% كانت ما بين الخامسة والأربعين والرابعة والستين، ونسبة 14.6% كانت ضمن فئة الخامسة والستين عاماً فما فوق. يوجد لكل 100 أنثى 88.8 ذكر، ويوجد لكل 100 أنثى في الثامنة عشر من عمرها فما فوق 82.2 ذكر.
بلغ متوسط دخل الأسرة في المدينة 26,704 دولارًا، أما متوسط دخل العائلة فبلغ 34,543 دولارًا. وكان متوسط دخل الذكور 30,423 دولارًا مقابل 20,460 دولارًا للإناث. وسجل دخل الفرد الخاص بالمدينة 13,993 دولارًا. وكانت نسبة 17.3% من العائلات ونسبة 22.2% من السكان تحت خط الفقر، وكان من هؤلاء نسبة 22.4% تحت سن الثامنة عشر ونسبة 21.7% في الخامسة والستين من العمر وما فوق.

## معرض صور

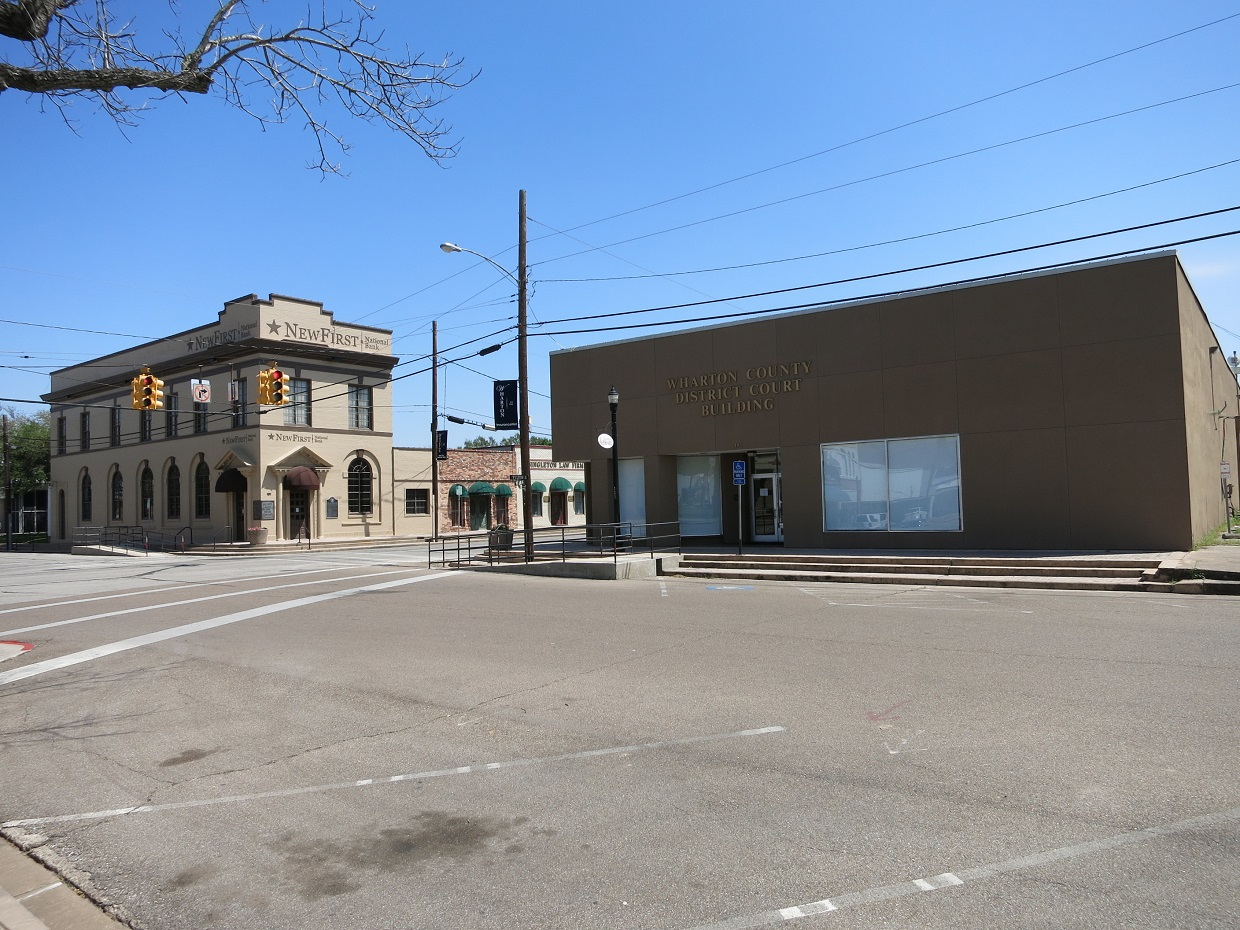
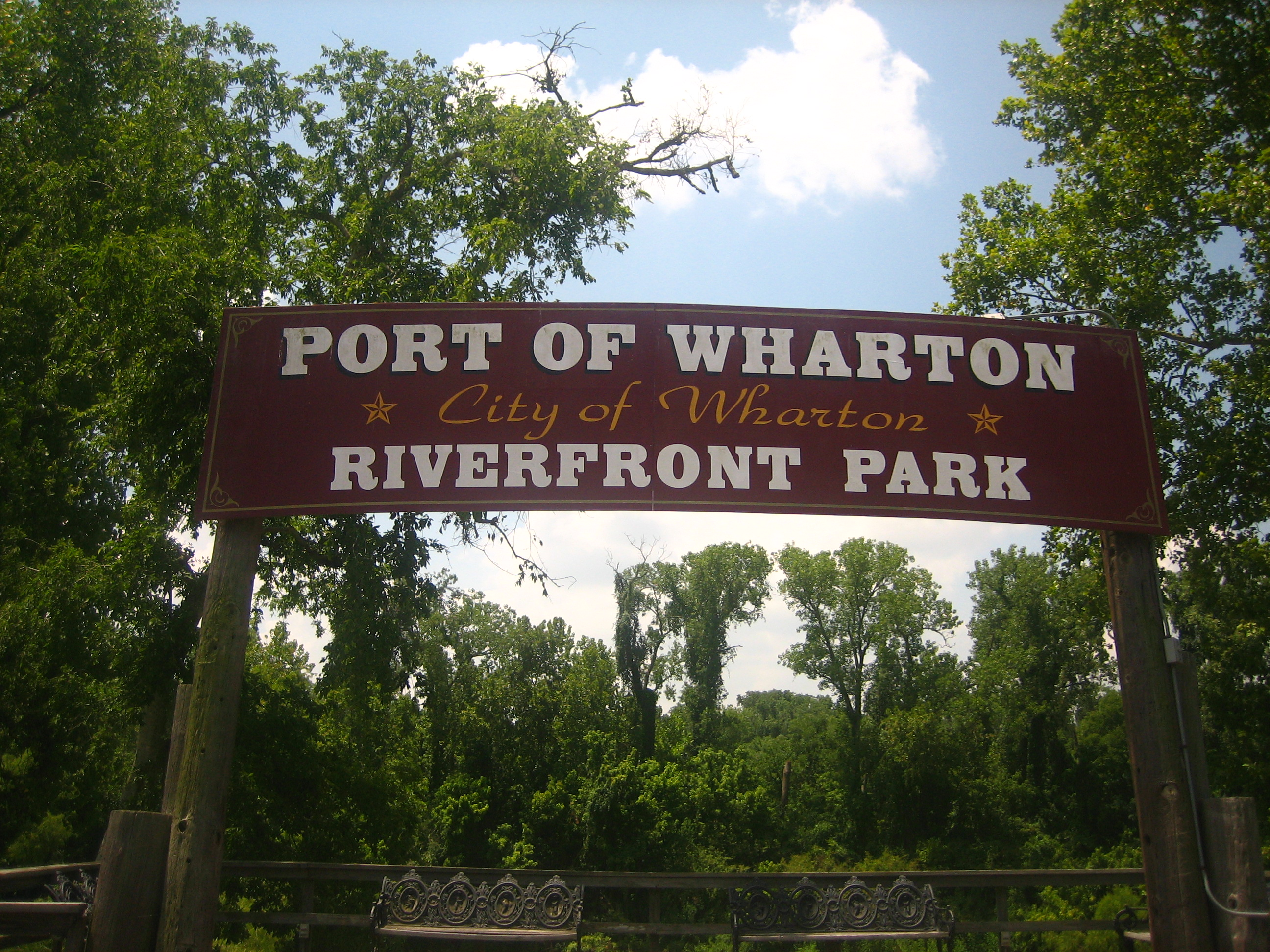
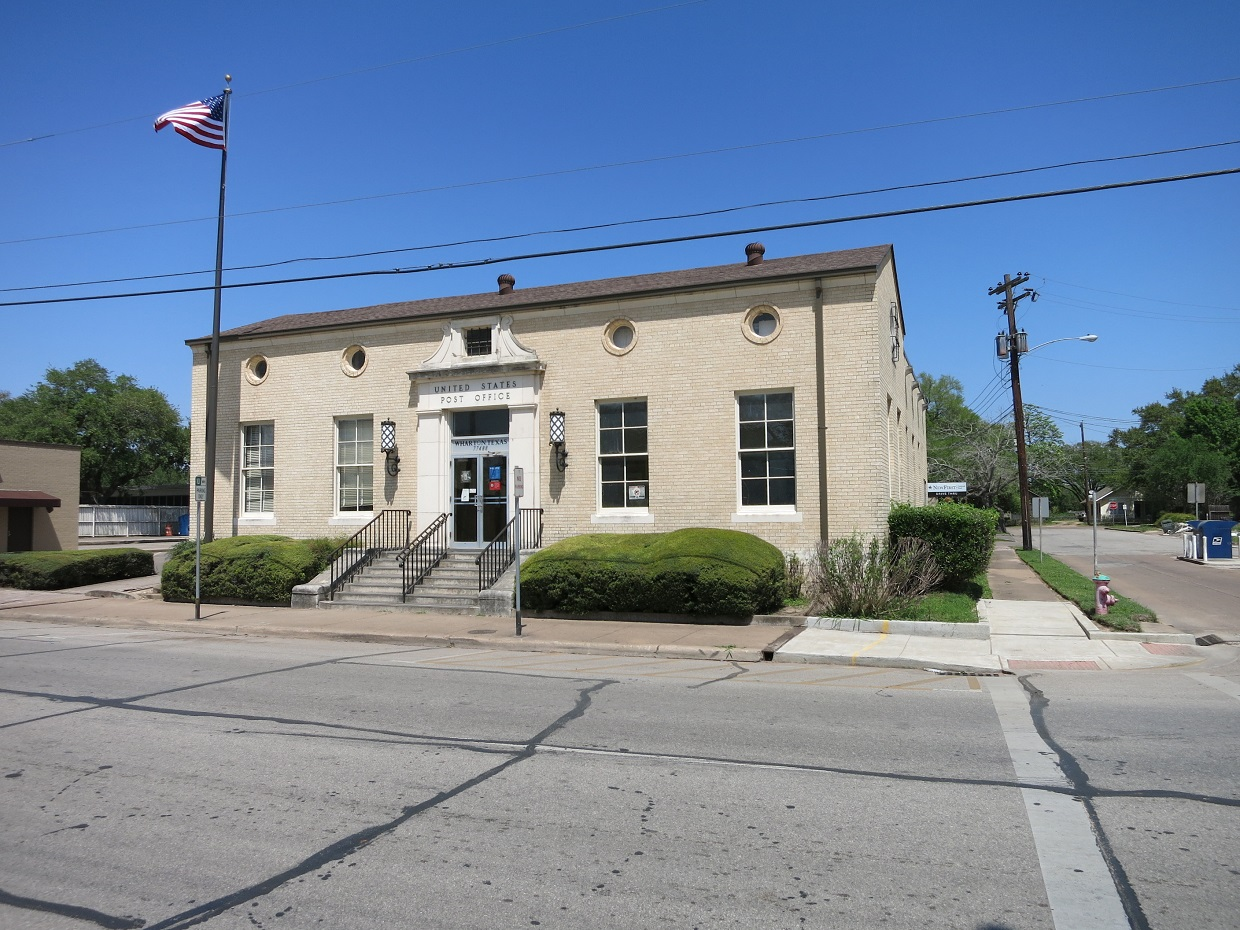

### تعداد عام 2010
بلغ عدد سكان وارتون 8,832 نسمة بحسب تعداد عام 2010، وبلغ عدد الأسر 3,468 أسرة وعدد العائلات 2,200 عائلة مقيمة في المدينة. في حين سجلت الكثافة السكانية 411.7 نسمة لكل كيلومتر مربع (1,066.3/ميل2). وبلغ عدد الوحدات السكنية 3,928 وحدة بمتوسط كثافة قدره 183.1 لكل كيلومتر مربع (474.2/ميل2).
وتوزع التركيب العرقي للمدينة بنسبة 53.10% من البيض و27.34% من الأمريكيين الأفارقة و0.62% من الأمريكيين الأصليين و0.58% من الأمريكيين ذوي الأصول الآسيوية و0.01% من سكان جزر المحيط الهادئ و15.96% من الأعراق الأخرى و2.38% من عرقين مختلطين أو أكثر و39.37% من الهسبانيون أو اللاتينيون من أي عرق.
بلغ عدد الأسر 3,468 أسرة كانت نسبة 34.6% منها لديها أطفال تحت سن الثامنة عشر تعيش معهم، وبلغت نسبة الأزواج القاطنين مع بعضهم البعض 38.6% من أصل المجموع الكلي للأسر، ونسبة 19.6% من الأسر كان لديها معيلات من الإناث دون وجود شريك،  بينما كانت نسبة 5.3% من الأسر لديها معيلون من الذكور دون وجود شريكة وكانت نسبة 36.6% من غير العائلات. تألفت نسبة 32.1% من أصل جميع الأسر من عدة أفراد يعيشون في نفس المنزل ونسبة 13.8% كانت تتألف من شخص يعيش بمفرده يبلغ من العمر 65 عاماً أو أكثر. وبلغ متوسط حجم الأسرة المعيشية 2.50، أما متوسط حجم العائلات فبلغ 3.19.
بلغ العمر الوسطي للسكان 34.8 عاماً. وكانت نسبة 26.3% من القاطنين تحت سن الثامنة عشر، وكانت نسبة 10.4% بين الثامنة عشر والرابعة والعشرين عاماً، ونسبة 24.8% كانت واقعةً في الفئة العمرية ما بين الخامسة والعشرين والرابعة والأربعين عاماً، ونسبة 24% كانت ما بين الخامسة والأربعين والرابعة والستين، ونسبة 14.6% كانت ضمن فئة الخامسة والستين عاماً فما فوق. وتوزع التركيب الجنسي للسكان بنسبة 48.1% ذكور و51.9% إناث.

## أعلام
- هاريسون ستافورد
- بيرت آدامز
- شاندي جونز
- دان راذير
- لوروا ميتشيل

## وصلات خارجية
- cityofwharton.com
- The US50 - Cities and Towns in Texas State